# Calliades
Calliades is een geslacht van vlinders van de familie dikkopjes (Hesperiidae), uit de onderfamilie Eudaminae.

## Soorten
- C. oryx (Felder & Felder, 1862)
- C. zeutus (Möschler, 1878)